# Langwied (Salzburg)
Langwied ist ein 218 ha großer Stadtteil der österreichischen Statutarstadt Salzburg und entspricht weitgehend der Katastralgemeinde Hallwang II (294 ha). Er befindet sich im Nordosten des Stadtgebiets und ist vorwiegend Siedlungsraum und Gewerbegebiet. Langwied wurde 1939 nach Salzburg eingemeindet und war zuvor Teil der Gemeinde Hallwang. Stark entwickelte sich der Stadtteil in der zweiten Hälfte des 20. Jahrhunderts.

## Geographie
Langwied liegt im äußersten Nordosten der Stadt Salzburg, in etwa 4 Kilometer Entfernung zum Stadtzentrum.

Der Stadtteil umfasst:
- die Siedlungsräume Langwied Esch (Langwied im engeren Sinne) und Sam
- die Landschaftsgebiete Langmoos und Bergsam

Die Umgrenzung in der Stadt ist die Westbahn zu Kasern, die Bahnspange Westbahn–Güterbahnhof zu Itzling, der Alterbach, also südliche Samstraße – Bachwinklweg, und den heute noch vorhandenen Rain in deren Verlängerung bis an die Linzer Bundesstraße (B 1) zu Gnigl, und der Heubergfuß zum Landschaftsraum Heuberg. Die restliche Grenze ist die Stadtgrenze bei Mayrwies, Söllheim und Kompenthal.
Die Katastralgemeinde Hallwang II, deren Grenzen nur im historischen Zusammenhang schlüssig erklärbar werden, hat 294 Hektar und umfasst darüber hinaus
- im Südosten einen Teil des Landschaftsraums Heuberg: die bewaldete Steilflanke, soweit sie im Stadtgebiet liegt
- im Nordwesten den Ostteil von Kasern (das gesamte Gewerbegebiet)
- sowie ein kleineres Stück in Itzling-Ost (Bahndreieck)

Statistisch wird Langwied-Esch beim Zählbezirk Gnigl/Langwied (48) mitgezählt, dafür Teile von Gnigl-Nord, das Bahndreieck und das südliche Kasern bei Sam/Kasern (42). Laut Volkszählung 2001 umfasste Langwied knapp 700 Gebäude mit etwa 3.000 Einwohnern, davon etwas mehr als die Hälfte in Langwied-Esch; seither ist der Stadtteil noch einmal deutlich gewachsen.
Nachbarstadtteile, Ortschaften und Katastralgemeinden
| Bergheim I (KG, Gem. Bergheim, Bez. Sbg.-Umgebung) Kasern (Stt.) Bergheim II (KG) | Berg (Ortsch., Gem. Hallwang, Bez. Sbg.-Umgebung) | Hallwang I (KG, Gem. Hallwang, Bez. Sbg.-Umgebung) Esch (Ortsch., Gem. Hallwang, Bez. Sbg.-Umgebung) |
| Itzling (Stt. u. KG)                                                              | Kompassrose, die auf Nachbargemeinden zeigt       | |
| Gnigl (Stt. u. KG)                                                                | Heuberg (Stt., KG Heuberg II)                     | Heuberg I (KG, Gem. Koppl, Bez. Sbg.-Umgebung)                                                       |

| vergrößern und Informationen zum Bild anzeigenPanorama vom Franziskischlössl am Kapuzinerberg, schrägrechts über Schallmos, Gnigl-Nord, Langwied, daneben der Heuberg |

## Geschichte

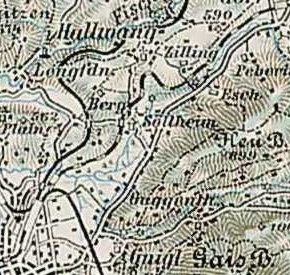
„Berg, Söllheim, Esch“. Franzisco-Josephinische Landesaufnahme, Blatt 31–48 Salzburg, um 1900

Die Gebiete um Schloss Söllheim und die Nußdorferländer, das Gehöft Kasern, das Langmoos in der Niederung um Schleiferbach und Söllheimer Bach sowie die Anwesen am Heubergfuß, also die eigentlichen Ortslagen Langwied, gehörten zum Pfleg- und Landgericht Neuhaus/Gnigl und bis ins 20. Jahrhundert zum Hallwanger Gemeindegebiet, dabei zu den Ortschaften Esch und Berg.
Es handelte sich um vereinzelte Gehöfte, teils gutes, aber vergleichsweise bergiges Land, teils Moorbesiedlung. Die Ortsnamen des Raumes verweisen klar auf die ländliche Beschaffenheit und auf die Landwirtschaft: Wied (hier in der Bedeutung ‚Holzbestand‘), Langmoos, Esch (bezieht sich entweder auf ‚Eschenbestand‘ oder (eher) auf die Feldweide), Sam (‚Säumerei, Packtiertransport‘), Geisbichl (‚Ziegenhügel‘), Weingarten, Nußdorf.
Bis in das 20. Jahrhundert weitgehend dünn besiedelt, war der Raum durch die Linzer (Reichs-)Straße (die heutige Wiener Straße B1, hierorts Linzer Bundesstraße), ab 1860 die Kaiserin Elisabeth-Bahn, die heutige Westbahn, und ab 1893 durch die Salzkammergut-Lokalbahn erschlossen. Die heutige Hallwanger Landesstraße (L234) als dritte Siedlungsachse stellte über Söllheim die Verbindung B1/Mayrwies – Hallwang – Elixhausen her.
1939, als in der NS-Zeit in Österreich allerorten Großgemeinden gebildet wurden, kam der Südteil Hallwangs zu Salzburg (kurz nachdem die eigenständigen Gemeinden Gnigl und Itzling 1935 eingemeindet worden waren, wobei Gnigl sich zwischen Hallwang und Salzburg befunden hatte).
Dazu wurden das Hallwanger Gemeindegebiet geteilt und die beiden Katastralgemeinden Hallwang I (für Hallwang) und II (für Salzburg) festgelegt.
Aus den Ortslagen westlich des Nußdorfer Hügels und der Westbahn entwickelte sich, zusammen mit gleichzeitig von Bergheim zu Salzburg gekommenen Gebieten, der heutige Stadtteil Kasern, für den Rest bürgerte sich der Name Langwied ein.
1939 wurde auch mit dem Bau der Westautobahn begonnen (in diesem Raum: Talübergang Kasern – Anstieg bei Nußdorf – Söllheimer Viadukt – Trassierung bis Zilling), der aber nach 1941 weitgehend eingestellt wurde. Erst in den späten 1950ern wurde der Bau vollendet. Zur selben Zeit wurde die Lokalbahn eingestellt und abgebaut. Die Trasse wird heute als Wander- und Radweg benutzt (Söllheimer Wanderweg, Teil des Mozartradwegs; L261).
Die eigentliche Stadtentwicklung erfolgte in den 1960ern bis 1980ern, zuerst mit der stadtnahen Plansiedlung („Vogerlsiedlung“), dann mit dem zunehmend umfangreichen Gewerbegebiet zwischen Langwied und Mayrwies, die inzwischen weitgehend verwachsen sind, und bei Sam Richtung Langwied, die nur mehr durch etwas Grünland getrennt, aber mit keiner Straße verbunden sind. Einen weiteren Impuls bekam der Stadtteil durch die Ansiedlung der Rudolf-Steiner-Schule (Waldorfschule) Salzburg 1994 und die Gründung der Pfarre St. Severin 2006.

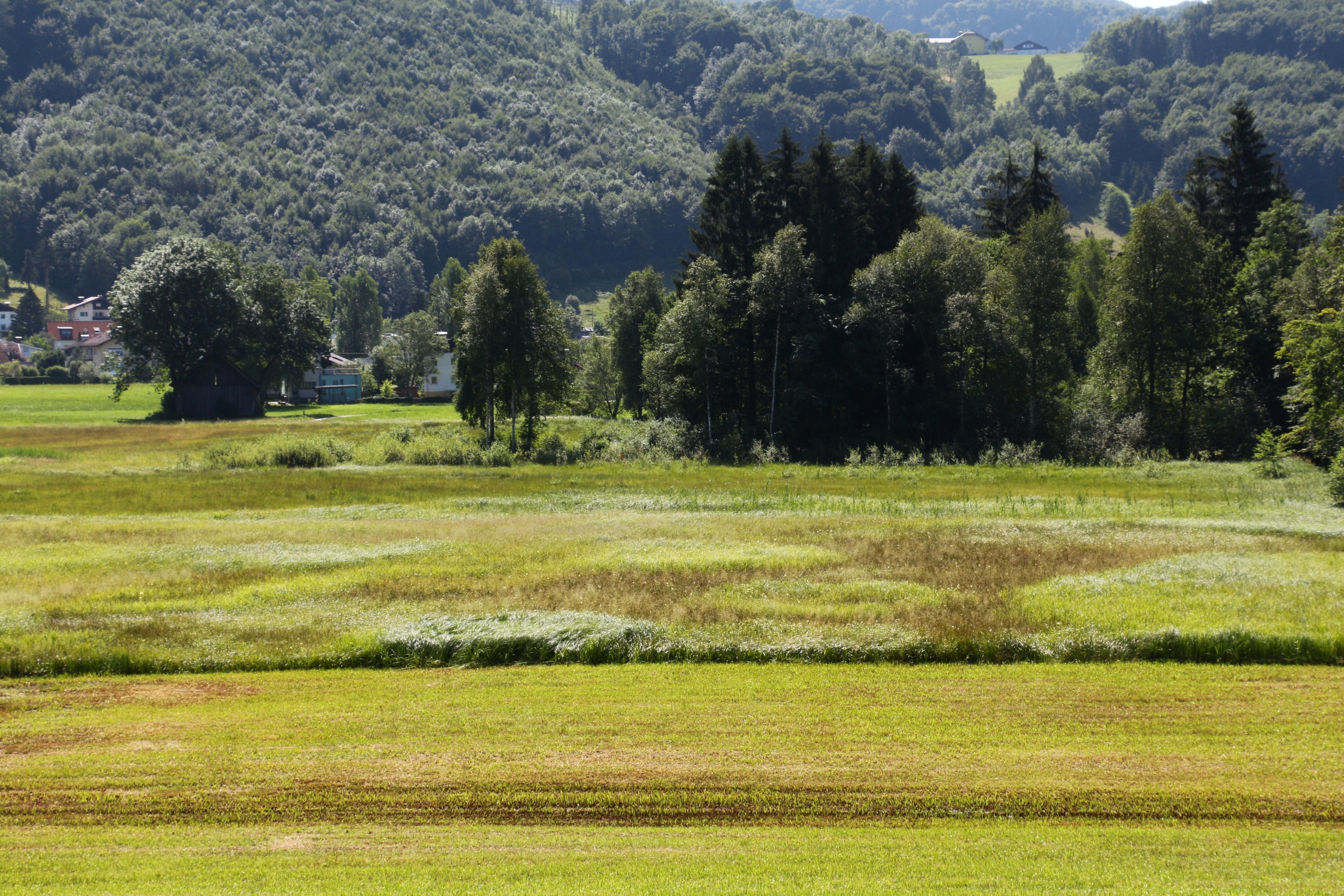
Das zum Stadtteil Langwied gehörende Samer Mösl

## Verkehr und Infrastruktur
Durch die Gleisanlagen liegt Langwied etwas isoliert zum Innenraum der Stadt, Hauptdurchzugsroute ist im Süden die B1 Wiener Straße (hier Linzer Bundesstraße), mit dem Nadelöhr Schwabenwirtsbrücke über die Salzburg-Tiroler-Bahn. Von Norden führt die schmale Samstraße nach Sam. Sam und Langwied-Esch sind nur mit Nebenstraßen verbunden, der Hauptquerverkehr geht (außerhalb von Langwied) über die Bachstraße in Gnigl-Nord.
In den Stadtteil führen die Obuslinien 4 (nach Mayrwies) und 10 (nach Sam) sowie die Autobuslinie 23 (Hauptbahnhof – Sam – Obergnigl) und der Bahnbus  (Regionalbuslinien über Eugendorf: Seekirchen – Obertrum 131, Neumarkt – Straßwalchen 130, Thalgau – Mondsee 140).